# Franz Wirtz (Maler)
Franz Wirtz, auch Wirz (* 1817 in Erkelenz; † nach 1839), war ein deutscher Maler der Düsseldorfer Schule.

## Leben
Franz Wirtz begann als 17-Jähriger ein Studium an der Kunstakademie Düsseldorf. In den Jahren 1833/1834 besuchte er dort die Bauklasse von Karl Schäffer, 1833 die Elementarklasse von Josef Wintergerst. Für die Jahre 1836/1837 sowie für das Jahr 1839 ist er in den Listen als Schüler der Malklassen von Theodor Hildebrandt verzeichnet. 1838 und 1839 nahm Wirtz an Ausstellungen der Berliner Akademie teil.